# Mobile marketing
Mobile marketing é o termo utilizado para definir ações de marketing realizadas através de celulares ou dispositivos móveis. Outra definição vem de Andreas Kaplan, professor de marketing define como "qualquer atividade de marketing realizadas através de uma rede ubíqua que os consumidores estão constantemente conectados através de um dispositivo móvel pessoal". Dentro desta definição, Kaplan usa duas variáveis, o nível de consciência do consumidor e comunicação gatilho para diferenciar entre os quatro tipos de aplicações de mobile marketing: estranhos, Vítima, fanáticos, e usuários. Recente no Brasil, porém amplamente utilizado para campanhas que utilizam: SMS, MMS, jogos, mobile sites (páginas da internet para dispositivos móveis) e ações com conteúdo multimídia entregues via bluetooth.

## Introdução
O uso destas ferramentas móveis permite que o consumidor interaja com as marcas a qualquer momento e em qualquer lugar. Hoje, estar online não significa mais estar na frente do computador.
Atualmente, as agências de publicidade e marcas destinam uma grande parte do budget para campanhas de SMS. Esse cenário deverá mudar até o final do ano, acredita-se que ainda em 2010 o mercado deverá movimentar 120 milhões de reais, segundo dados da EMarketer.

## Mercado de Mobile
Até 2008 foram registrados que metade do planeta possui telefones celulares e essa porcentagem está em crescimento podendo chegar a passar 100% um dia. Com o desenvolvimento do mercado mobile no mundo, o número de celulares mundialmente pode saltar 56% até 2013, esses países tem apresentado alto crescimento nesse mercado e muito potencial a alcançar. Outro fator que também impulsiona o mercado é o número de pessoas que possuem mais de um aparelho celular ou chip telefônico.
Com essas tendências, pesquisadores da Informa Telecoms & Media preveem que a penetração mundial deve chegar a 75% em 2013 e em alguns países passar 150%. Essas previsões são agressivas e apostam muito no desenvolvimento do BRIC, outra pesquisa realizada pela Frost & Sullivan estima que o número chegará perto dos 53% em 2013.
Em contrapartida, os investimentos em publicidade para celular, no Brasil, devem alcançar US$ 12 milhões até o final deste ano. Segundo análise da eMarketer, os investimentos chegaram a US$ 6 milhões em 2009 e chegarão a US$ 41 milhões, em 2012, somente no Brasil. A pesquisa aponta dois movimentos que deverão afetar o mercado nos próximos cinco anos.
O primeiro deles é o fim do crescimento exponencial da base de assinantes, dando espaço para uma nova era de maturidade do mercado. Dos 174 milhões de assinantes de serviços mobile (pré ou pós pago) em 2009, o Brasil terá 212 milhões em 2014. O segundo é o crescimento que também será exponencial dos investimentos em publicidade no mobile marketing.